# Microsoft Band
Microsoft Band — фітнес-браслет і розумний годинник в одному гаджеті. Браслет призначений допомагати людині в різних аспектах її життєдіяльності.

## Опис
Зовнішній вигляд Microsoft Band здебільшого нагадує інші фітнес-браслети, хоча гаджет наділений функціями розумних годин. Браслет має пульсометр, GPS-трекер, вбудованого фітнес-інструктора, цілодобово відстежує серцевий ритм, моніторить сон користувача, рахує калорії тощо.
Крім спортивних функції, Microsoft Band працює додатком до смартфона. За допомогою браслета можна приймати і здійснювати дзвінки, СМС, переглядати календар, відстежувати час і встановлювати будильник, підтримує голосового помічника Cortana та інші застосунки: погода, фінанси тощо, відображає повідомлення та дозволяє керувати налаштуваннями смартфона.

## Характеристики
Браслет виконаний зі спеціального пластику, який захищає від пилу, піску і крапель води. Повністю водонепроникним браслет не став. Браслет має 1,44-дюймовий кольоровий рідкокристалічний дисплей із роздільною здатністю 320х106 пікселів, який підтримує незначну кастомізацію (поки це тільки зміна загальної теми браслета). Microsoft Band отримав два акумулятора ємність по 100 мА/г, вони забезпечують до двох діб безперервної роботи. Час зарядки складає 1,5 години. Габарити: 11 мм ширина і 33 мм довжина.
Датчики фітнес-браслета Microsoft Band:
- серцевого ритму (оптичний);
- триосьовий акселерометр/гіроскоп;
- вологості повітря;
- GPS;
- освітлення;
- температури шкіри;
- ультра-фіолетового випромінювання;
- ємнісний;
- на гальванічну реакцію шкіри.

Також браслет містить мікрофон, Bluetooth 4.0 і вібро-моторчик.
Годинники будуть сумісні і з іншими мобільними платформами — Android і iOS. Ціна на Microsoft Band становить $199,99. Браслет можна купити в Microsoft Store, де він з’явився майже одразу після презентації новинки.